# جون والتون (سياسي أسترالي)
جون والتون (بالإنجليزية: John Walton)‏ هو نقابي وسياسي أسترالي، ولد في 24 يونيو 1927 في أستراليا، وتوفي في 31 أغسطس 1994. حزبياً، نشط في حزب العمال الأسترالي. وقد انتخب عضو المجلس التشريعي الفيكتوري عن دائرة Melbourne North Province ‏ (21 يونيو 1958 – 2 أبريل 1982).